# Humboldt-Watrous (circonscription saskatchewanaise)
Pour les articles homonymes, voir Humboldt et Watrous.
Circonscription électorale provinciale du Canada
Humboldt-Watrous est une circonscription électorale provinciale de la Saskatchewan au Canada. Elle est représentée à l'Assemblée législative de la Saskatchewan depuis 2016.

## Géographie
En 2024, la circonscription comprend les communautés de Hatfield, Simpson (en), Amazon, Watrous, Manitou Beach (en), Young (en), Allan Hills (en), South Allan, Zelma (en), Plunkett (en), Viscount (en), Colonsay, Allan, Elstow (en), Bradwell, Clavet (en), Meacham (en), Humboldt, Bruno, Prud'homme, Saint-Denis, Vonda, Muskiki Springs (en), Peterson (en), Totzke, Dana (en), Carmel (en), Dixon, Fulda (en), Marysburg (en), Moseley, Bay Trail (en), Burr (en), Attica, Guernsey (en), Wolverine, Sclanders, Neely, Renow, Plassey et Xena (en). La circonscription comprend aussi les municipalités rurales de Wreford No 280 (en), Wood Creek No 281 (en), Usborne No 310 (en), Morris No 311 (en), Lost River No 312 (en), Wolverine No 340 (en), Viscount No 341 (en), Colonsay No 342 (en), Blucher No 343 (en), Humboldt No 370 (en), Bayne No 371 (en) et Grant No 372 (en).

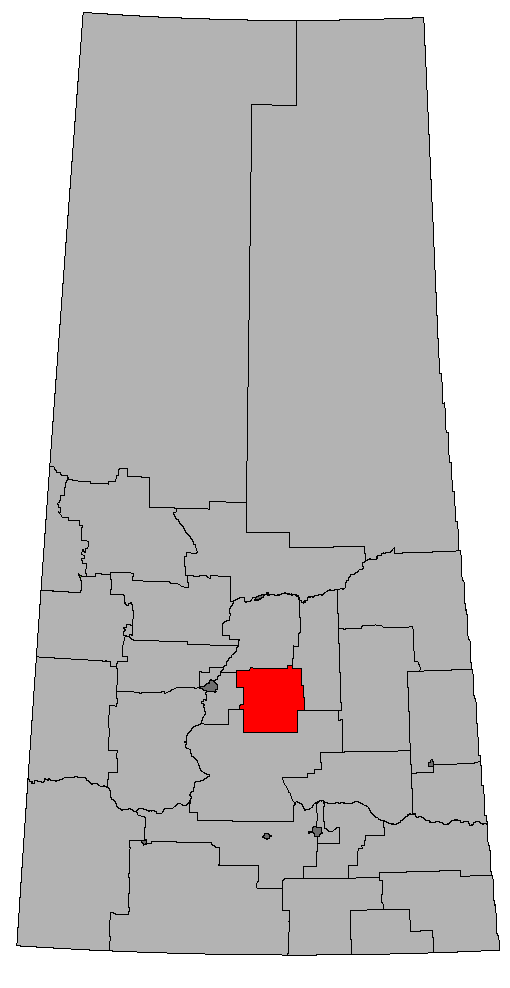
Frontière de la circonscription en 2016.
Frontière de la circonscription en 2022.

## Liste des députés
| Parlement                                              | Années                                                 | Député                                                 | Député                                                 | Parti                                                  |
| Humboldt-Watrous                                       | Humboldt-Watrous                                       | Humboldt-Watrous                                       | Humboldt-Watrous                                       | Humboldt-Watrous                                       |
| Circonscription issue de Humboldt et Arm River-Watrous | Circonscription issue de Humboldt et Arm River-Watrous | Circonscription issue de Humboldt et Arm River-Watrous | Circonscription issue de Humboldt et Arm River-Watrous | Circonscription issue de Humboldt et Arm River-Watrous |
| ------------------------------------------------------ | ------------------------------------------------------ | ------------------------------------------------------ | ------------------------------------------------------ | ------------------------------------------------------ |
| 28e                                                    | 2016–2020                                              |                                                        | Donna Harpauer                                         | Saskatchewanais                                        |
| 29e                                                    | 2020–2024                                              |                                                        | Donna Harpauer                                         | Saskatchewanais                                        |
| 30e                                                    | 2024–en cours                                          |                                                        | Racquel Hilbert                                        | Saskatchewanais                                        |